# 聖安托尼奧區 (瓦羅奇里省)
11°44′36″S 76°39′00″W / 11.7434°S 76.6499°W
聖安托尼奧區區（西班牙語：Distrito de San Antonio de Chaclla），是秘魯的一個區，位於該國中南部利馬大區的瓦羅奇里省，始建於1945年1月5日，面積563.6平方公里，海拔高度3,438米，2005年人口1,690，人口密度每平方公里3人。